# Fakulteta organizacije in informatike v Varaždinu
Fakulteta organizacije in informatike (izvirno hrvaško Fakultet organizacije i informatike), s sedežem v Varaždinu, je fakulteta, ki je članica Univerze v Zagrebu.